# 諾福克 (密西西比州)
諾福克（英語：Norfolk）是位於美國密西西比州德索托縣的非建制地區。

## 歷史
諾福克的郵局於1854年設立，其後於1913年停運。

## 地理
諾福克所處的海拔為高於海平面64米（即210英呎），而該地所採用的時區為UTC-6，即北美中部時區（CST）。同時該地設有夏令時間，為UTC-6調快一小時，即UTC-5（CDT）。